# Floks śnieżny
Floks śnieżny, płomyk śnieżny (Phlox covillei) – gatunek rośliny z rodziny wielosiłowatych (Polemoniaceae). Pochodzi z Ameryki Północnej (stany Nevada i Kalifornia w USA). W wielu krajach jest uprawiany jako roślina ozdobna.

## Morfologia
PokrójBylina, bardzo niska roślina darniowa, tworząca kobierce o wysokości 2–3 cm.
KwiatyBiałe, drobne o 5 działkach kielicha i 5–ząbkowej rurkowatej koronie. Kwitnie w kwietniu.

## Zastosowanie
Do niedawna roślina w ogóle w Polsce nieznana. Od ok. 2005 jest przez ogrodników wprowadzana do uprawy jako ogrodowa roślina ozdobna. Nadaje się głównie do ogrodów skalnych.

## Uprawa
- Wymagania: nie ma specjalnych wymagań co do gleby, wystarcza mu zwykła ziemia ogrodowa, lepiej jednak rośnie na glebach przepuszczalnych i piaszczystych. Wymaga stanowiska słonecznego. Nie jest w pełni mrozoodporny i na zimę należy go okryć.
- Pielęgnacja: poza odchwaszczaniem nie wymaga specjalnych zabiegów pielęgnacyjnych. Przez lato należy go zasilać nawozem wieloskładnikowym, a przy długotrwałej suszy podlewać.
- Rozmnażanie: przez podział bryły korzeniowej lub przez sadzonkowanie. Można to robić od wiosny do jesieni (poza okresem kwitnienia).